# Hendrik Sterken Rzn

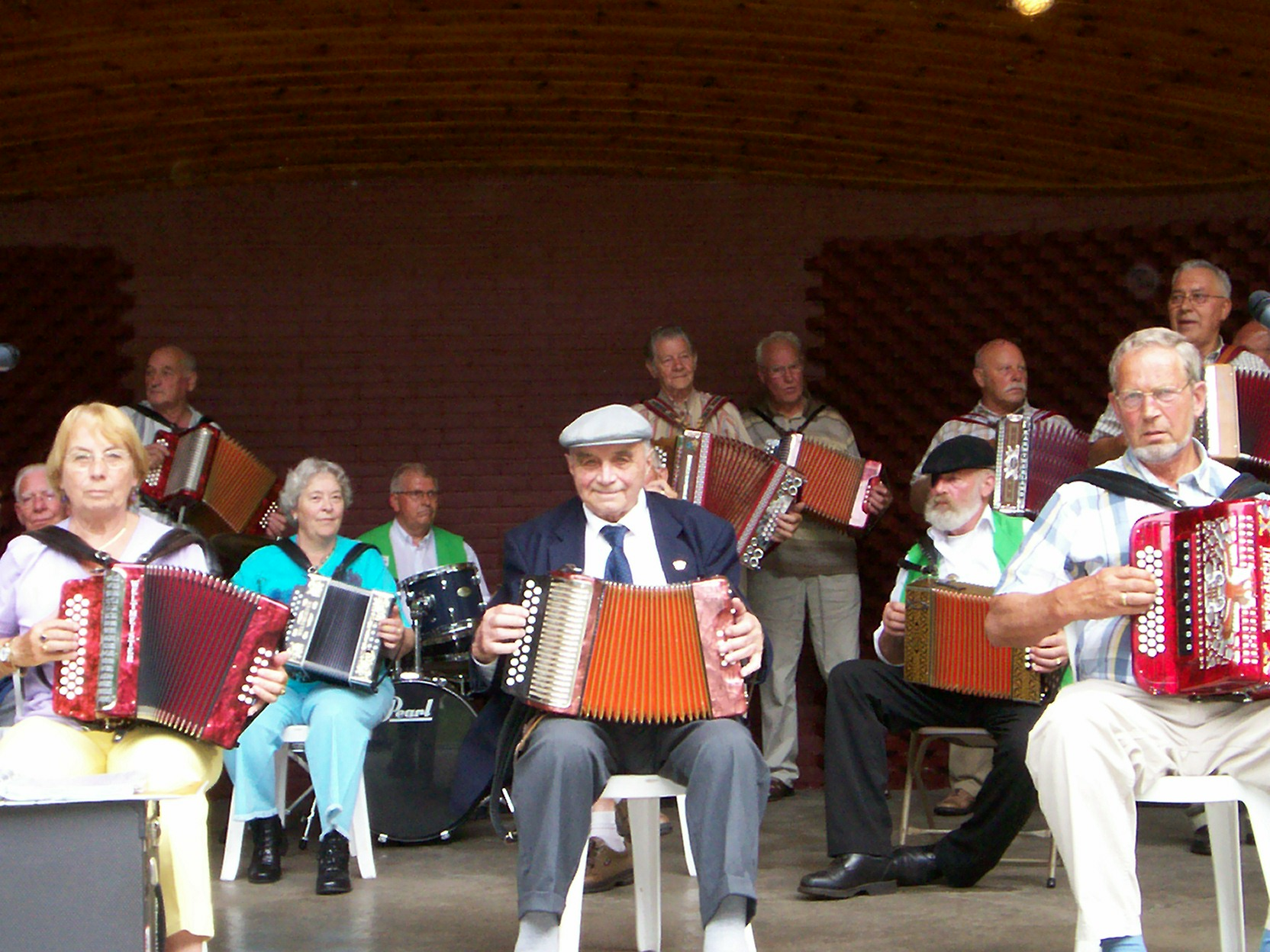
Sterken speelt trekharmonica.

Hendrik Sterken Rzn (Staphorst, 8 augustus 1915 – Nieuwleusen, 19 april 2010) was een Nederlandse publicist, dichter en volksmuzikant (op trekharmonica en mondharmonica).

## Publicist
Als kind leerde Sterken het boerenvak, thuis op de boerderij. In deze periode groeide zijn belangstelling voor de geschiedenis van de omgeving waarin hij woonde. In 1976 schreef hij als eerste over het dorp Nieuwleusen: Ni'j luusen mien dörpien: Drie en een halve eeuw Nieuwleusen, hij beschreef onder andere het begin van het dorp.
In samenwerking met Koop Vloedgraven schreef Sterken het boek Oud Staphorst in woord en beeld, dat uitkwam in 1976.

### Andere werken
- De tekst van een oud manuscript dat Sterken in een archief vond publiceerde hij onder de titel Uit Staphorsts ver verleden.
- In samenwerking met de Natuur- en Milieufederatie Overijssel beschreef Sterken in het boek Van Reestdal tot Beentjesgraven, van Kievitshaar tot Kievitsnest de planten, beesten, landschap, geologie, cultuur en geschiedenis van de gemeente Staphorst.

## Dichter
In 1987 verscheen Sterkens dichtbundel Uut 't boer'n-laand. Deze gedichten zijn geschreven tussen 1955 en 1986 en hebben gebeurtenissen uit de regionale gemeenschap en autobiografische momenten tot onderwerp.
In 1961 leverde hij al eens een bijdrage met zijn eigen geschreven 'Nieuwleusens Lied" aan het Meertens Instituut.
Dit lied werd in 2010 door Aalt Westerman uitgebracht op zijn dvd Mooi Natuurlijk.
- International Standard Name Identifier: 0000 0003 9126 2614
- Nederlandse Thesaurus van Auteursnamen: 072721383
- Système universitaire de documentation: 152911715
- Virtual International Authority File: 285027721